# Fruit of Islam
Pour les articles homonymes, voir FOI.
Fruit of Islam (FOI - en français : « Fruit de l'islam ») ou en plus court Fruit, est la branche paramilitaire de Nation of Islam (NOI). Fruit of Islam possède un uniforme bleu ou blanc et une casquette distinctifs et a des unités dans tous les temples de la NOI. Louis Farrakhan, en tant qu'actuel dirigeant de Nation of Islam, est le commandant en chef de Fruit of Islam.

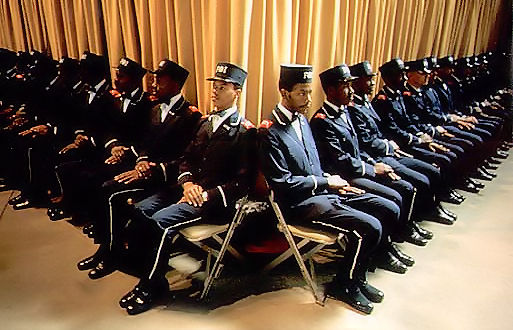
Des membres de Fruit of Islam à Chicago, en mars 1974.

Fruit of Islam tire son adhésion des membres masculins des temples de Nation of Islam. Bien que la NOI ne publie pas de chiffres sur ses membres, les estimations faites en 2007 concernant le nombre total de membres dans la NOI varient de 10 000 à 50 000 membres.

## Histoire
Fruit of Islam est l'une des institutions originales de Nation of Islam (NOI), créée par son fondateur Wallace Fard Muhammad en 1933, peu de temps avant sa disparition en 1934. Les hommes, pour la plupart jeunes et actifs, étaient considérés comme le « fruit » de la nouvelle nation. À l'époque, Fruit of Islam a été créé pour aider à défendre les membres de la NOI. Cette branche paramilitaire a existé jusqu'à la mort d'Elijah Muhammad en 1975. Lorsque Warith Deen Muhammad prend le contrôle de la NOI, il choisit de dissoudre Fruit of Islam. Elle est ensuite réorganisée par Louis Farrakhan lorsqu'il recrée Nation of Islam.

## Agence de sécurité
En 1988, Nation of Islam crée une agence de sécurité distincte de la NOI mais utilisant ses membres. L'agence a reçu des contrats principalement pour patrouiller et équiper des complexes de logements sociaux dans des zones urbaines difficiles comme dans les villes de Baltimore, Washington D.C., Philadelphie, Chicago et Los Angeles. Cette agence de sécurité a reçu au moins 20 millions de dollars dans les années 1990 pour des travaux de sécurité. La sécurité de la NOI a connu des succès notables dans la région de Washington D.C. en particulier, mais a rencontré des difficultés dans d'autres et a dû faire face à l'opposition de certains membres du Congrès des États-Unis et de la Anti-Defamation League, entre autres. Elle a également fait l'objet d'un examen minutieux de la part des agences fédérales et de l'Internal Revenue Service (IRS) en matière de préférence raciale et de genre lors de l'embauche ainsi que pour non-retenue des impôts des employés.

## Énoncé de la mission
La FOI dit que sa mission est « d'enseigner la civilisation et d'enseigner ce qu'ils savent à ceux qui ne le savent pas. » Un site Internet de Nation of Islam exhortant les hommes à s'inscrire à la FOI décrit les membres comme des « combattants courageux pour Allah » engagés dans « une guerre unique pour le cœur et l'âme même d'un peuple. » Le site explique : « La responsabilité de la FOI est celle d'un chef de maison : protection, approvisionnement et entretien de Nation of Islam. La FOI sont militants dans le sens où nos opérations se font en tant qu'unité. »